# Galaxie (magazine)
Pour les articles homonymes, voir Galaxie (homonymie).
Cet article concerne la revue de science-fiction fondée en 1953. Pour la revue fondée en 1996, voir Galaxies.

Galaxie est un magazine français de science-fiction édité d'abord par les éditions Nuit et jour de 1953 à 1959, puis par les éditions OPTA, de 1964 à 1977.

## Galaxie, de 1953 à 1959
La première série, de novembre 1953 à avril 1959, a comporté 65 numéros. Elle éditait des nouvelles, des romans à suivre et une rubrique sur les OVNI. On y publiait tant des auteurs anglo-saxons (dans des versions traduites parfois très librement, voire carrément remaniées) que des romanciers français qui se firent connaître par ailleurs dans la collection Fleuve Noir Anticipation.

## Galaxie, de 1964 à 1977
La deuxième série, de mai 1964 à août 1977, a comporté 158 numéros (le numéro d'août/septembre 1975 étant numérotée 135/136). Les rédacteurs en chef ont été Alain Dorémieux pour les numéros 1 à 67 (de mai 1964 à décembre 1969), puis Michel Demuth pour les numéros 68 à 158 (de janvier 1970 à septembre 1977). On y trouvait tant des nouvelles que des romans à suivre, tant des classiques que des auteurs récents, et quelques nouvelles d'auteurs français.

## Galaxie bis
À partir de 1966, parallèlement à ce magazine, fut publiée une collection d'ouvrages de science-fiction, Galaxie-bis, qui a compris jusqu'à 148 volumes, chaque volume comprenant un roman et une ou plusieurs nouvelles, du moins jusqu'au numéro 55. La numérotation était double (jusqu'au numéro 56), comprenant le numéro en cours de la revue Galaxie bissé et un numéro d'ordre de Galaxie-bis.